# Henri Dès

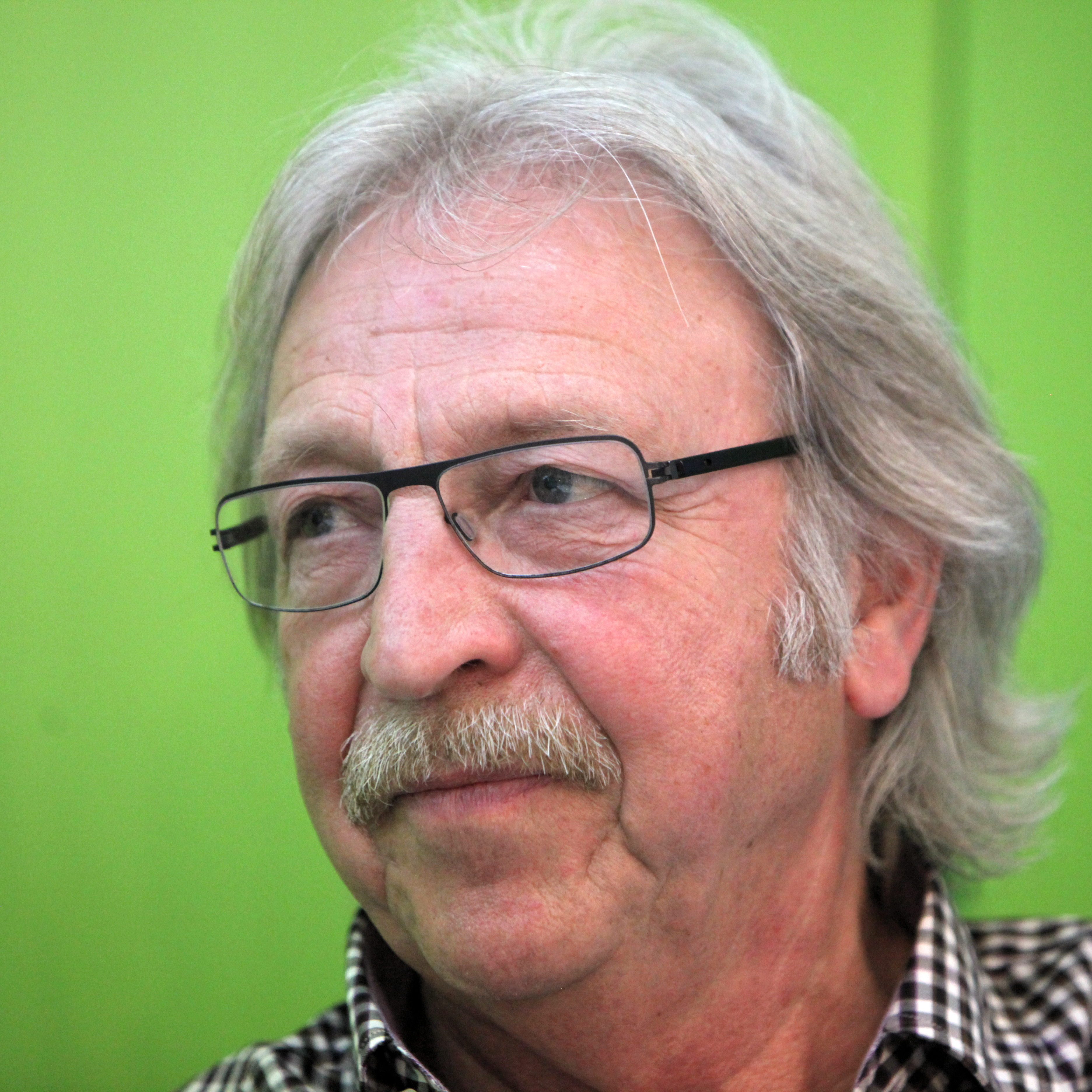
Henri Dès

Henri Dès (nascido em  1940 em Renens, Vaud, Suíça como Henri Destraz é um cantor suíço de língua francesa especialmente virado para o público infantil e muito popular nos países francófonos. Em 1977. lançou o seu primeiro álbum,  Cache-Cache. Dès também fundou a sua própria editora, Disques Mary-Josée, que ele deu mais tarde o nome da mulher .
Ele 1969 venceu Festival Internacional da Canção Sopot.
Ele representou a Suíça no Festival Eurovisão da Canção 1970, com  a canção "Retour" (Regresso) que se classificou em quarto lugar. Voltou a obter o 4.º lugar, mas na final suíça para a escolha da canção que representaria a Suíça no Festival Eurovisão da Canção 1976 com o tema 'C'est pour la vie'.

## Discografia
- 1966 : Le Réveille-matin
- 1977 : Cache-cache
- 1979 : La petite Charlotte
- 1980 : Flagada
- 1982 : L'âne blanc
- 1983 : Grand prix de l'académie Charles-Cros
- 1984 : Dessin fou
- 1985 : Les trésors de notre enfance, vol. 1
- 1986 : Le beau tambour
- 1988 : La glace au citron
- 1989 : Toni et Vagabond
- 1990 : Les trésors de notre enfance, vol. 2
- 1991 : Les bêtises
- 1991 : Belles histoires de Pomme d'Api 1
- 1993 : Le crocodile
- 1993 : Belles histoires de Pomme d'Api 2
- 1994 : L'évasion de Toni
- 1995 : Far West
- 1995 : Belles histoires de Pomme d'Api 3
- 1996 : En concert 96
- 1997 : On peut (pas) tout dire
- 1998 : Olympia 98
- 1999 : Du soleil
- 2000 : Olympia 2000
- 2001 : C'est le Père Noël
- 2002 : Comme des géants
- 2003 : Le Monde d'Henri Dès;
- 2003 : Olympia 2003
- 2004 : DVD : La grande aventure
- 2005 : Polissongs
- 2006 : Olympia live
- 2007 : Gâteau

(Fonte : Página oficial de Henri Dès)